# Benoit Gentien
Benoit Gentien, mort le 12 juin 1418, est un religieux français du XIVe – XVe siècle.

## Biographie
Sous Charles VI, il est religieux à l'abbaye de Saint-Denis. Député de l'université de Paris au concile de Constance, la Chronique du religieux de Saint-Denys, contenant le règne de Charles VI de 1380 à 1422 lui est attribuée,.